# Yonhy Lescano
Yonhy Lescano Ancieta (Puno, 15 de fevereiro de 1959) é um advogado e político peruano. Integrou o Congresso como representante de Puno e, posteriormente, da Região Metropolitana de Lima entre 2001 e 2019. Candidatou-se pelo partido Ação Popular à presidência do Peru, nas eleições gerais de 2021, ficando em quinto lugar.

## Educação
De 1976 a 1980, Yonhy Lescano estudou Direito na Universidade Católica de Santa María em Arequipa. De 1984 a 2001, ele trabalhou como advogado independente em sua própria cidade em Puno. Além disso, foi professor, lecionando Direito na Universidade Nacional do Altiplano (UNA) em Puno, de 1985 a 2001.

## Carreira política
Nos eleições de 2000, ele concorreu sem sucesso para uma cadeira no Congresso sob Luis Castañeda da Solidariedade Nacional.

### Congressista
Nas eleições de 2001, foi eleito deputado federal para representar a Região de Puno, na lista da centrista Ação Popular. Foi reeleito nas eleições de 2006, na lista de coalizão conjunta da Frente Central que agrupou a AP, Nós Somos Peru e os Coordenadores Nacionais dos Independentes, e nas eleições de 2011 na lista da lista da Aliança Possível do Peru, desta vez para o distrito eleitoral de Lima, e nas eleições de 2016 para um mandato final, deixando o cargo em 2019 após a dissolução do Congresso de Martín Vizcarra. Lescano foi um dos parlamentares a favor da dissolução. Em 2018, por discordar do relatório final da Comissão Lava Jato, presidida por Rosa Bartra (conhecida por ter protegido Alan García politicamente e não incluí-lo no documento), Lescano argumentou que o relatório não era confiável, na medida em que os membros da diretoria da comissão "eram juiz e partido", integrantes da APRA e da Força Popular, cujas lideranças estavam sob investigação no caso Lava Jato.

### Política partidária
Foi Secretário Geral do Partido Ação Popular entre 2009 e 2011.

### Candidato a presidente do Peru
Para as eleições gerais de 2021, Lescano ganhou a indicação presidencial de seu partido para a Presidência do Peru depois de derrotar o ex-deputado Edmundo del Águila e Luis Enrique Gálvez com 63,67% dos votos. Seus companheiros de corrida foram Gisela Tipe e Alberto Velarde. Ele foi um dos pioneiros na corrida presidencial. No domingo, 21 de março, Lescano participou, junto com outros 4 candidatos, de um debate ao vivo realizado pela América Televisión e Canal N. Em uma de suas participações, o candidato se envolveu em uma discussão com Verónika Mendoza, a quem ele disse que a aliança política a que pertence tem Yehude Simonem suas fileiras, acusado de corrupção. Mendoza respondeu que este personagem havia sido separado do partido: "Nós separamos os maus elementos, não como vocês que não conseguem separar o senhor Merino, usurpador e golpista, contra quem os jovens se mobilizaram em novembro passado." Ao vivo conduzido pela América Televisión na noite do debate, o candidato Lescano ficou em terceiro lugar com 21%, superado por Mendoza (34%) e Forsyth (22%).
Durante sua visita a Tacna, Lescano afirmou que pedirá ao Chile que devolva o Monitor Huascar caso seja eleito presidente. Após essas palavras, o prefeito chileno Henry Campos respondeu dizendo que "O Huascar de nossas costas não se move."
No rescaldo da destituição de Vizcarra em novembro de 2020, Lescano foi um forte crítico da ascensão de Manuel Merino à presidência. Ele negou a remoção de Vizcarra e o papel de Merino, apoiando o governador de Cajamarca, Mesías Guevara, em não aprovar a decisão de seu partido no Congresso.
No final das contas, Lescano ficou em quinto lugar em uma corrida atomizada de 18 indicados. 

## Ideologia e pontos de vista
Lescano foi descrito como tendo uma posição política populista de centro-esquerda que é conservadora em aspectos sociais, embora seja economicamente progressista. Com relação à economia, Lescano propôs a introdução de um sistema de economia social de mercado para o Peru, afirmando que "Você deve respeitar a iniciativa privada, mas ter um estado regulador que impeça abusos". Ele fez declarações contra as grandes empresas de mineração no Peru e sugeriu a nacionalização dos recursos do país. 
Várias vezes se opôs às decisões de seu partido, como na dissolução do Congresso em 2019, apoiou a medida de Martín Vizcarra e não compareceu à posse da vice-presidente Mercedes Aráoz. Seu partido foi politicamente afetado após o impeachment de Vizcarra e a repentina ascensão ao poder do membro do partido Manuel Merino, que ocupou o cargo apenas por cinco dias e prontamente renunciou após uma série de protestos.

## Vida pessoal
Enquanto estudava no Chile, conheceu a colega advogada Patricia Contador Durán e os dois se casaram, tendo mais tarde três filhos.

## Controvérsias
Após sua denúncia contra o ex-deputado Mauricio Mulder, em março de 2019 Lescano foi denunciado por um jornalista por assédio sexual devido a chats do WhatsApp. Em sua defesa, o congressista apresentou uma opinião de especialista internacional que indicava que as imagens usadas para a denúncia foram editadas de forma maliciosa com o programa Photoshop. Porém, em 3 de abril, o plenário do Congresso o suspendeu por 120 dias, conforme recomendação da Comissão de Ética.
Sua irmã Vasty foi condenada a 16 anos de prisão após ser acusada de pertencer à organização terrorista Sendero Luminoso. No livro Manuscrito, autobiografia escrita por Abimael Guzmán, líder penitenciário do grupo terrorista, há agradecimentos a Lescano por seus "dignos serviços".